# جرج پولیا
جرج پولیا (به مجاری: George Pólya) ‏(۱۳ دسامبر ۱۸۸۷–۷ سپتامبر ۱۹۸۵) ریاضی‌دان مجارستانی-آمریکایی بود.

## زندگی و کار
جرج پولیا در خانواده‌ای با اصلیت یهودی در شهر بوداپست، در مجارستان به دنیا آمد.
از سال ۱۹۱۴ تا ۱۹۴۰ در دانشگاه صنعتی زوریخ در سوئیس و از سال ۱۹۴۰ تا ۱۹۵۳ در دانشگاه استنفورد استاد ریاضی بود و بقیهٔ عمرش را به عنوان استاد بازنشستهٔ استنفورد گذراند.
او در زمینه‌های مختلف ریاضی از جمله سری‌ها، نظریه اعداد، آنالیز ریاضی، هندسه، جبر، ترکیبیات و احتمال فعالیت می‌کرد.
در اواخر عمرش تلاش زیادی کرد تا شیوه‌هایی که مردم برای حل مسائل استفاده می‌کنند را توصیف کند و چگونگی آموزش حل مسئله را شرح دهد. در کتاب چگونه مسئله را حل کنیم به شیوه‌های آموزش ریاضی و حل مسائل می‌پردازد. در کتاب جبر و احتمال دبیرستان نقل قول‌هایی از کتاب خلاقیت ریاضی او وجود دارد.
از سال ۱۹۷۶ یک جایزه با عنوان جایزهٔ جورج پولیا به نویسندگان مقالات برگزیدهٔ مجله The College Mathematics Journal اهدا می‌شود.